# Jon & Vangelis
Jon & Vangelis is een muzikale gelegenheidsformatie tussen Jon Anderson van Yes en synthesizer-componist Vangelis. Toen Rick Wakeman Yes verliet, werd Vangelis gevraagd hem te vervangen. Na enkele weken oefenen, bleken de muzikale ideeën te ver uit elkaar te liggen om tot een goede samenwerking te komen en werd Wakeman vervangen door Patrick Moraz. In die paar weken ontstond wel een vriendschap en samenwerking tussen Vangelis en Jon Anderson. In 1975 zong Jon al mee op Vangelis' album Heaven and Hell en zou dat ook nog op See You Later (1980) doen.
Hun grootste hits in Nederland waren I Hear You Now en I'll Find My Way Home (1981). Het nummer State of Independence (1981) is ook bekend,  maar dan vooral de versie van Donna Summer, die er in 1982 een nummer 1-positie mee bereikte in de Top-40.

## Discografie
- Short Stories (1980)
- The Friends of Mr. Cairo (1981)
- Private Collection (1983)
- The Best Of (1984) (verzamelalbum)
- Page of Life (1991)
- Chronicles (1994) (verzamelalbum)

## NPO Radio 2 Top 2000
| Nummers met noteringen in de NPO Radio 2 Top 2000 | '99 | '00 | '01 | '02 | '03  | '04  | '05  | '06  | '07  | '08  | '09  | '10  | '11  | '12  | '13  | '14  | '15  | '16  | '17  | '18  | '19  | '20  |
| ------------------------------------------------- | --- | --- | --- | --- | ---- | ---- | ---- | ---- | ---- | ---- | ---- | ---- | ---- | ---- | ---- | ---- | ---- | ---- | ---- | ---- | ---- | ---- |
| I Hear You Now                                    | -   | -   | 885 | 917 | 1409 | 1307 | 1367 | 1459 | 1443 | 1376 | 1608 | 1841 | -    | 1582 | -    | -    | -    | -    | -    | -    | -    | -    |
| I'll Find My Way Home                             | 611 | 656 | 400 | 447 | 790  | 709  | 761  | 682  | 1073 | 738  | 1150 | 1159 | 1240 | 1278 | 1333 | 1479 | 1579 | 1752 | 1811 | 1918 | 1726 | 1914 |

1. ↑  Een '-' betekent dat het nummer niet was genoteerd en een vetgedrukt getal geeft de hoogste notering van een nummer aan.
2. ↑  Deze tabel is bijgewerkt tot en met de laatst bekende editie (2024).

- Gemeinsame Normdatei: 10276654-X
- Library of Congress Control Number: no98048660
- MusicBrainz: 8c9b4c93-5283-4e1a-bae1-415c65ffefbf
- Nationale Bibliotheek van Tsjechië: xx0092456
- Virtual International Authority File: 127991019